# 浮石寺 (栄州市)
浮石寺（ふせきじ、プソクサ、ブソッサ）は、大韓民国慶尚北道栄州市にある仏教寺院である。曹渓宗（大韓仏教曹渓宗）の第7教区に属し、修徳寺の末寺にあたる。
韓国10大名刹の中の一つで、無量寿殿(大韓民国指定国宝第18号)は、韓国最古の木造建物の一つとされる。

## 歴史
671年（文武王11年）に留学先の唐から新羅にもどり、海東華厳宗の創始者になった義湘が、王命に従い、676年（文武王16年）に浮石寺を建立した。高麗時代の1016年（顕宗7年)、円融によって無量壽殿が再建されたが後に焼失。現在の建物は1376年に再建されたもの（後述）。
李氏朝鮮太宗の時代の1407年（太宗7年）の仏教弾圧の際、存続を許された88の寺院の中に浮石寺の名前はない。世宗の時代の1424年（世宗6年）の仏教弾圧の際、存続を許された36の寺院の中にも浮石寺の名前はない。（朝鮮の仏教#李氏朝鮮時代の仏教弾圧）。少なくとも15世紀初頭、浮石寺は廃寺になっていた。

## 文化財

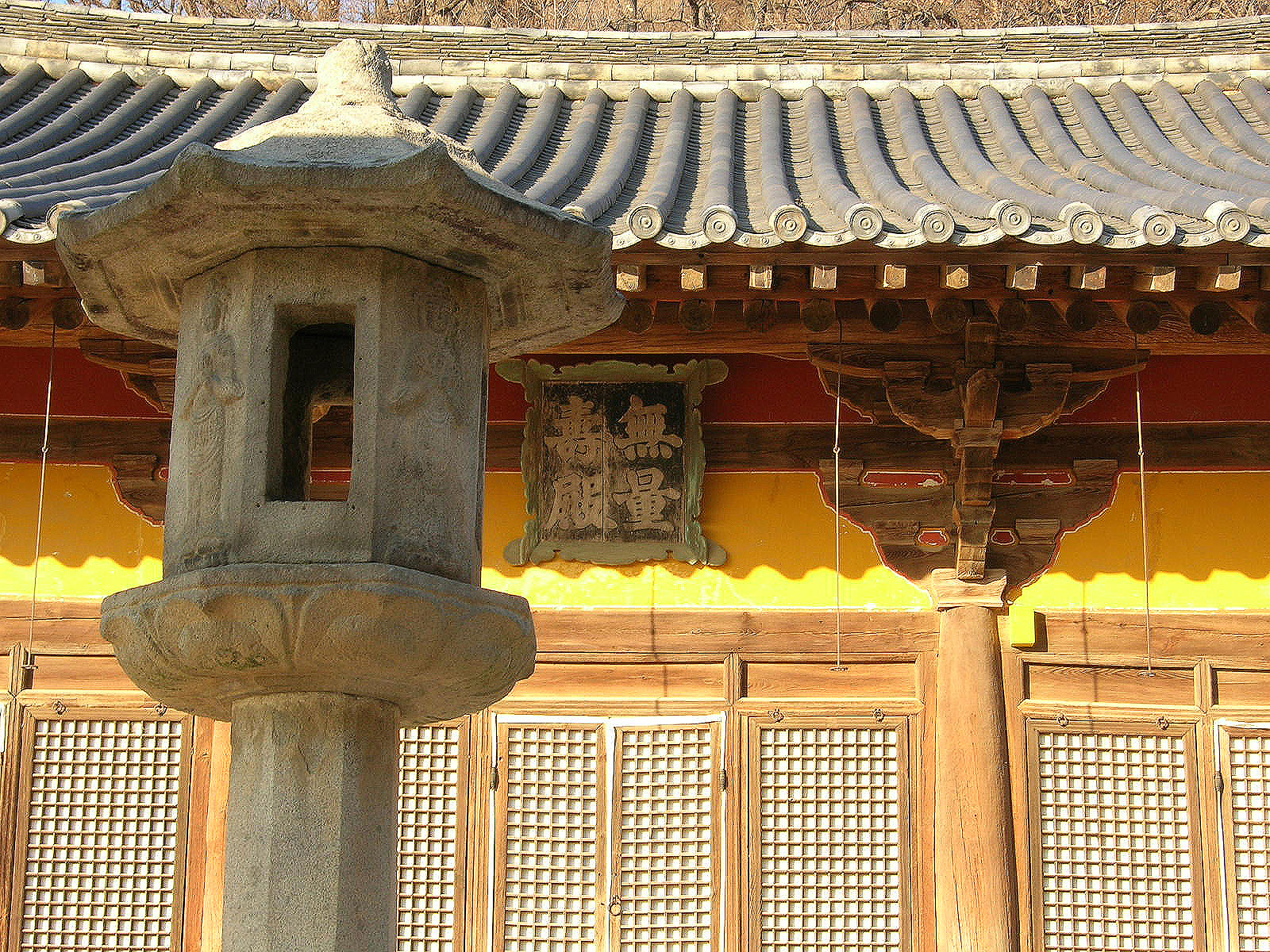
無量寿殿前石燈（国宝第17号）

- 無量寿殿（国宝第18号）

修徳寺の大雄殿（国宝第49号）、鳳停寺の極楽殿（国宝第15号）と共に韓国最古の木造建築の一つとされている。扁額は恭愍王（在位1351年 - 1374年）の親筆である。1916年の解体補修のさい、1358年（恭愍王7年）に盗賊によって建物が燃やされ、1376年（禑王2年）に再建したと書かれた墨書銘が発見された。
- 浮石寺無量寿殿前石燈（国宝第17号）
- 祖師堂（国宝第19号）
- 塑造如來坐像（国宝45号）
- 祖師堂壁画（国宝46号）